# Belgische gemeente

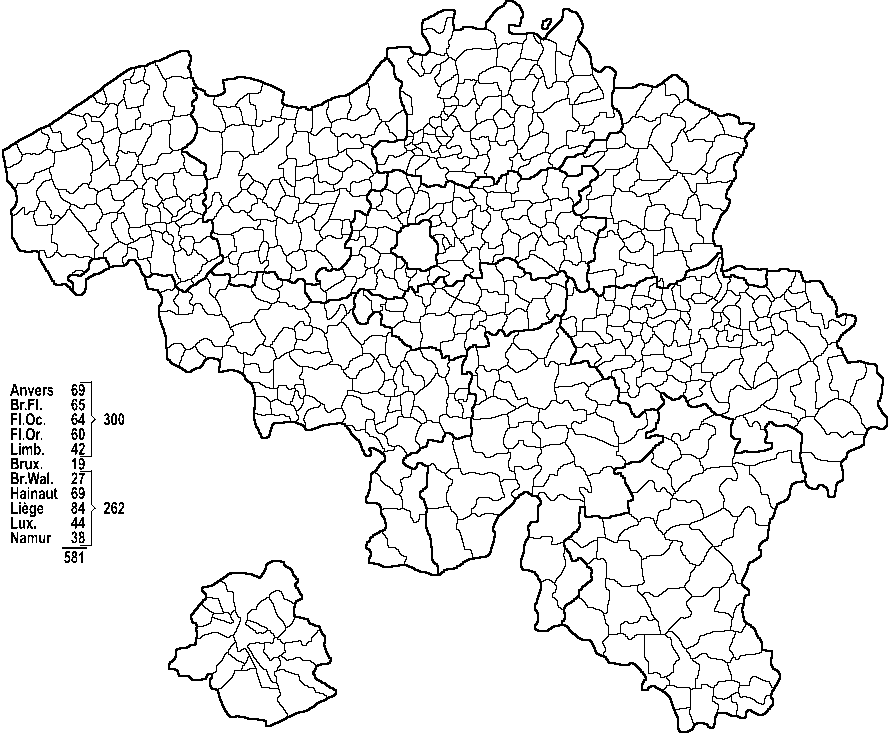
Kaart met de grenzen van de 581 gemeenten

De Belgische gemeente vormt de basis van de bestuurlijke hiërarchie in België.

## Plaats binnen de bestuurlijke hiërarchie
De gemeenten maken deel uit van een provincie en staan onder het toezicht van een provinciebestuur. Sinds de federalisering van het land hebben de gewesten de bevoegdheid over de gemeenten.
De gemeente is het laagste door het algemeen stemrecht verkozen niveau, maar is niet het laagste bestuurlijk niveau. Ze oefent de voogdij uit over verschillende aan haar ondergeschikte bestuurlijke niveaus, met name:
- het Openbaar Centrum voor Maatschappelijk Welzijn (OCMW)
- de kerkfabrieken
- de intercommunales
- de eigen verzelfstandigde agentschappen (vroeger 'regie' genoemd)

## Geschiedenis
De gemeenten werden opgericht in 1795 door de Fransen naar aanleiding van het aanhechten van de Zuidelijke Nederlanden bij de Franse republiek en de afschaffing van de ancien-régime-indelingen. Ze zijn dus ouder dan het koninkrijk België zelf. Aanvankelijk werden de provincies, departementen genaamd, ingedeeld in kantons. Gemeenten met minder dan 5000 inwoners kregen geen eigen bestuur maar werden gegroepeerd in kantonmunicipaliteiten die als kleinste bestuurseenheid fungeerden. Elke gemeente werd in de kantonraad vertegenwoordigd door een municipale beambte (agent municipal). Gemeenten met meer dan 5000 inwoners vormden elk een afzonderlijke kantonmunicipaliteit.
Onder het Consulaat, werden in 1800 de kantons en de kantonmunicipaliteiten afgeschaft en alle gemeenten werden zelfstandig. Er ontstonden 2776 gemeenten, van grote tot zeer kleine. Ze stonden aldus onder de rechtstreekse voogdij van het departement (préfecture), via het onderdepartement (sous-préfecture). Enkele weinige fusies werden onder het keizerrijk doorgevoerd.
Tijdens het Verenigd koninkrijk der Nederlanden veranderde er weinig: enkel een aantal kleinere gemeenten werd gefusioneerd.
Bij de Belgische onafhankelijkheid in 1830 werden de gemeenten door de Grondwet behouden. Er waren toen 2739 gemeenten. De gemeenten werden door de Gemeentewet van 1836 geregeld.
In 1839, bij de erkenning van de huidige grenzen van België, werden 124 gemeenten naar Nederland overgeheveld en 119 naar het latere Groothertogdom Luxemburg. Het aantal gemeenten viel daardoor terug tot 2508. Tot 1928 werden er enkele tientallen nieuwe gemeenten opgericht zodat het aantal opnieuw steeg : 2528 in 1850, 2572 in 1875, 2617 in 1900 om een maximum van 2675 te bereiken in 1929. Daarbij zijn ook begrepen de gemeenten van de Oostkantons die na de Eerste Wereldoorlog bij België gevoegd werden.
Daarna werden er tot in 1961 enkele kleine gemeenten opgeheven: het aantal gemeenten bedroeg vanaf toen 2663. Na de eerste kleine gemeentelijke herindeling in 1965 bedroeg het aantal Belgische gemeenten 2586. Na de fusieoperatie van 1971 bleven er nog 2359 gemeenten over.
Op 1 januari 1977 werd een grootschalige fusieoperatie doorgevoerd (fusie van Belgische gemeenten), waardoor er in eerste instantie nog 596 gemeenten, en na de Antwerpse fusie in 1983 nog 589 gemeenten overbleven.
Met het Lambermontakkoord van 2000 werden de gemeente- en provinciewet geregionaliseerd naar de gewesten. De gewesten zijn sindsdien zelf bevoegd om het bestuur van gemeenten en provincies te regelen. Het Vlaams Gewest telt 308 gemeenten, het Brussels Hoofdstedelijk Gewest telt er 19 en het Waals Gewest 262.
In 2005 werd door het Vlaams Gewest het Gemeentedecreet goedgekeurd, dat in 2017 weer vervangen werd door het Decreet Lokaal Bestuur (met ingang op 1 januari 2019).
Op 1 januari 2019 fuseerden 15 Vlaamse gemeenten met elkaar tot 7 nieuwe gemeenten waardoor er nog 581 gemeenten overblijven.
De meerderheid van de gemeenten wordt bijgestaan door adviesraden die bestaan uit diverse maatschappelijke geledingen. Deze adviesraden (zoals onder meer milieuraad, cultuurraad, gecoro, ...) hebben een louter adviserende taak maar hebben waarde door aan te geven of er voor dossiers een maatschappelijk draagvlak is. Het aantal adviesraden en de aard ervan varieert van gemeente tot gemeente.

## Naamgeving

### Situering
Artikel 4 van het Koninklijk Besluit van 26 mei 1862 bepaalt dat de naamgeving en de schrijfwijze van de Belgische gemeenten enkel kan gewijzigd worden via een Koninklijk Besluit. Men wilde een einde stellen aan de wildgroei van gemeenten die op eigen houtje toevoegingen deden aan hun gemeentenaam. Ze deden dit vooral om onderscheid te maken tussen homoniemen of om een toeristisch aantrekkelijkere naam te bekomen.
Na de grootschalige fusieoperatie die eindigde in 1983 is op 24 juni 1988 een nieuwe lijst met de schrijfwijze van de namen van alle gemeenten verschenen in het Staatsblad.
Het gemeentedecreet van 2006 legt de bevoegdheid tot het bepalen van de schrijfwijze van de Vlaamse gemeenten bij de Vlaamse Regering.

### Voorbeelden van officiële naamswijzigingen
- 1949: Liége naar Liège
- 1963: Petegem naar Petegem-aan-de-Leie en Petegem naar Petegem-aan-de-Schelde
- 1972: Clermont naar Clermont-sous-Huy; Mons naar Mons-lez-Liège
- 1977: Gembloux naar Gembloux-sur-Orneau en in 1979 terug naar Gembloux
- 1979: Westmalle naar Malle
- 1980: Hekelgem naar Affligem; Glabbeek-Zuurbemde naar Glabbeek
- 1985: Dilsen naar Dilsen-Stokkem
- 2001: Blégny naar Blegny

## Gemeentelijke records
- Grootste gemeente qua oppervlak: Bastenaken, 264,69 km²
- Grootste gemeente qua inwonertal: Antwerpen, 544.759 inwoners (01/01/2024)
- Kleinste gemeente qua oppervlak: Sint-Joost-ten-Node, 1,14 km²
- Kleinste gemeente qua inwonertal: Herstappe, 76 inwoners (01/01/2024)
- Dichtst bevolkte gemeente: Sint-Joost-ten-Node, 23.785,09 inwoners per km² (01/01/2017)
- Dunst bevolkte gemeente: Sainte-Ode, 26,16 inwoners per km² (01/01/2017)
- Noordelijkst gelegen gemeente: Hoogstraten
- Oostelijkst gelegen gemeente: Büllingen
- Zuidelijkst gelegen gemeente: Rouvroy
- Westelijkst gelegen gemeente: De Panne
- Hoogst gelegen gemeente: Weismes

## Bestuur
Elke gemeente heeft een gemeenteraad, die elke zes jaar verkozen wordt door kiesgerechtigde inwoners. Het college van burgemeester en schepenen vormt het uitvoerend orgaan.
Artikel 162 van de Belgische Grondwet verzekert de bevoegdheid van de gemeenteraden voor alles wat van gemeentelijk belang is.

### Financiering
De inkomsten voor de gemeenten zijn in hoofdzaak als volgt:
- Aanvullende gemeentelijke belasting op de personenbelasting (APB): een percentage. Alle inwoners van de gemeente die onderworpen zijn aan de (federale) personenbelasting zijn ook onderworpen aan de gemeentebelasting. De inning gebeurt door de federale overheid en wordt afgedragen aan de gemeente. Aan de kustgemeenten De Panne, Knokke-Heist en Koksijde is dit 0%. Het hoogste percentage (stand 2024) is 9% in Mesen.
- Opcentiemen op de onroerende voorheffing (OOV). De onroerende voorheffing is een gewestbelasting, gevestigd op het kadastraal inkomen van onroerende goederen: gronden, woningen, gebouwen en sommige bedrijfsuitrusting. De inning gebeurt samen met de basisbelasting door de Vlaamse Belastingdienst, die het bedrag doorstort naar de gemeenten.
  - Sommige onroerende goederen van de federale overheid of van internationale instellingen zijn vrijgesteld van onroerende voorheffing. Hierop kunnen de gemeenten dus ook geen opcentiemen vestigen. Daarom krijgen ze een compensatie van de federale overheid uit een krediet dat gekend is als “De dode hand”.

Daarnaast bestaan er veel verschillende soorten eigen lokale belastingen zoals de belasting op leegstand, tweede verblijven, ongeadresseerd drukwerk, nachtwinkels, huisvuil, drijfkracht, afgifte van administratieve stukken, inname openbaar domein, markten, kermissen, enzovoort. De gemeenteraad bepaalt alle elementen van de belasting in een belastingreglement. Er kan ook sprake zijn van een retributie (met een retributiereglement). Gemeenten mogen autonoom hun fiscaal beleid uittekenen, zolang zij de wet niet schenden en niet strijdig zijn met het beleid van de hogere overheden.